# Marka (teritorij)
Marka ili markgrofovija je srednjovjekovna teritorijalna jedinica slična grofoviji, no smještena u pograničnom području carstva ili kraljevstva i obično veća površinom. Za razliku od ostalih grofovija i okruga takve jedinice karakterizirao i je jedan upravljač, markgrof, koji je za potrebe obrane granica raspolagao značajnom vojnom silom. Izvorno franački koncept, marke su veći dio srednjovjekovne povijesti bile prisutne u zemljama sljednicama franačkog carstva te u Britaniji.

## Franačke marke
Franačka riječ marka, slično drugim germanskim i romanskim jezicima označava granicu, odnosno pograničnu zemlju. 
Nakon velike franačke ekspanzije pod Karlom Velikim u pograničnim su područjima od Španjolske do današnje Slovenije i istočne Njemačke uspostavljane marke radi lakše obrane novostečenih teritorija. Na čelo tih većih jedinica postavljani su markgrofovi kao dovoljno vojno moćni upravljači sposobni obraniti granice carstva. 
Samo Karlo Veliki je uspostavio najmanje četrnaest maraka, a nove su uspostavljane pod njegovim nasljednicima. Osvojen od strane Pipina Talijanskoga, sina Karla Velikoga, veći dio Istarskoga poluotoka postat će dio Istarske marke.

## Sveto Rimsko Carstvo
Nakon raspada franačkoga carstva originalni koncept marke najduže je održao svoj značaj na istočnim granicama Svetog Rimskog Carstva.
Međutim, čak je i u Svetome Rimskom Carstvu koncept napušten s razvijenim srednjim vijekom i postupnom stabilizacijom granica. U nekim je slučajevima funkcija markgrofa izjednačena s onima ostalih plemićkih titula.
Kako su mnogi moćni markgrofovi tijekom vremena postali važni politički čimbenici u carstvu, a često i praktično ili čak i formalno nezavisni vladari, neki od njih uspjeli su sačuvati svoju nezavisnost. Marke će tako postati temelji iz kojeg će nastati brojne novovjekovne europske (prije svega njemačke) države, od kojih je Austrija i danas postoji.

## Marke u hrvatskoj povijesti
Osim same Istarske marke, uloga maraka i markgrofova i na druge je načine značajna za hrvatsku povijest. Karantijska i Krajinska marka na području današnje Slovenije bili su prvi zapadni susjedi hrvatskih kraljevina. Zabilježeni sukobi na zapadnim granicama u ranom i razvijenom srednjem vijeku u prvom su redu sukobu s markgrofovima u tim markama koji su težili proširiti svoje posjede na istok.
Osim vojnih sukoba, markgrofovi su i na druge načine utjecali na prilike u Hrvatskoj. Zahvaljujući rodbinskim vezama ili doseljavanju za vrijeme hrvatsko-ugarskog kraljevstva i kasnije, markgrofovi su često bili zemljoposjednici i u Hrvatskoj te stoga i hrvatsko plemstvo. 
Jedan od najznačajnih primjera je Georg od Brandenburg-Ansbacha koji je bio rodbinski povezan s Frankopanima, a prije no što se po dogovoru s budućim hrvatskim banom Petrom Keglevićem 1521. godine povukao iz Hrvatske i Ugarske istodobno je imao u posjedu grad Varaždin sa širom okolicom, dvorac Medvedgrad s okolicom, Krapinu i veliki broj drugih posjeda.

## Slični koncepti
Zbog potreba obrane granice mnoga su veća kraljevstva i carstva uspostavljala obrambena područja koja su dijelila manje ili više karakteristika s markama. 
Ugarsko kraljevstvo primjenjivalo je do sredine 13. stoljeća sadržavalo gyepű, pograničnu obrambenu zonu u kojoj su obitavala ovisna plemena. 
Hrvatska i Slavonska vojna krajina pod vlašću Habsburgovaca mogu se promatrati i kao evolucija koncepta marke. 